# Бесконечное лето
«Бесконе́чное ле́то» (англ. Everlasting Summer) — независимая компьютерная игра в жанре визуальной новеллы, разработанная и бесплатно выпущенная в декабре 2013 года российской командой энтузиастов Soviet Games.
Игра рассказывает о молодом и одиноком человеке Семёне, который на момент начала основных событий сюжета проводил огромное количество времени на анонимных имиджбордах, пока одним зимним днём внезапно и неожиданно для себя, таинственным образом не переместился в советский летний пионерлагерь «Совёнок» образца восьмидесятых годов. Семёну предстоит узнавать, как он попал в лагерь, особый же акцент сделан на его возможных романтических приключениях с пионерками. Поскольку игра является визуальной новеллой, игрок погружается в повествование посредством чтения диалогов персонажей поверх статичных картинок и иногда делает выбор, который влияет на отношения с героинями и концовки.
Энтузиасты с имиджборда IIchan разрабатывали игру на протяжении пяти лет. Её выход состоялся в декабре 2013 года на Windows, а в ноябре следующего года она стала доступна в Steam. «Бесконечное лето» получила в основном положительные отзывы от различных игровых обозревателей: рецензенты хвалили её музыкальную составляющую, сюжет и диалоги, но в то же время критиковали за местами неубедительное поведение Семёна и его слабость. В 2024 году по мотивам игры была выпущена книга.

## Игровой процесс

Игровой экран визуального романа. Сцена с Ольгой Дмитриевной (слева) и Славей (справа)

«Бесконечное лето» представляет собой визуальную новеллу с элементами эроге, рассказывающую о молодом парне по имени Семён, из зимней современности переносящемся в летний пионерлагерь «Совёнок». По аналогии с другими играми своего жанра, в «Бесконечном лете» достаточно низкий уровень интерактивности, а сама игра состоит из сцен со статичными изображениями окружения и персонажей. В определённые моменты от игрока требуется сделать выбор в диалогах, который определит дальнейшее течение событий — подобные моменты влияют на отношения главного героя с девушками-пионерками: Славей, Леной, Алисой, Ульяной и Мику. Всего в игре тринадцать концовок, и в зависимости от выбранного игроком варианта, Семён может завести отношения с одной из пионерок, а может и остаться один. Десять из них открыты с самого начала, в то время как оставшиеся три будут доступны только при перепрохождении игры. Знакомство с определённой девушкой в игре длится около двух часов, а само прохождение — пять.

## Сюжет
Семён — одинокий молодой человек, живущий за счёт случайных фрилансовых заказов и проводящий огромное количество времени в интернете на анонимных имиджбордах. Однажды в зимний день ему позвонил его друг и пригласил на встречу выпускников. Семён засыпает по пути в автобусе марки «ЛиАЗ-677» 410-го маршрута. Некоторое время спустя юноша просыпается в «Икарусе-256» у ворот пионерлагеря «Совёнок», а затем обнаруживает, что он не только сменил транспортное средство, но и переместился из зимы 2009—2010-х годов в лето 1980-х. Пребывая в отчаянии от такого поворота, Семён, тем не менее, решает узнать, как он очутился в восьмидесятых, и заходит в «Совёнок». В первый день Семён знакомится с несколькими его обитателями: замкнутой и меланхоличной Леной, дерзкой бунтаркой Алисой, добродушной и ответственной Славей и озорной девчонкой Ульяной, а также членом кружка кибернетики Электроником. Семёна ждут семь насыщенных событиями дней, в течение которых ему предстоит узнать, является ли для него случившееся шансом начать новую жизнь или же наказанием, способным обернуться нескончаемым кошмаром. Герой поселяется в домике вожатой Ольги Дмитриевны, которая отвечает персонажу расплывчатыми фразами на вопрос о перемещении в «Совёнок».
На второй день Семён по просьбе Ольги Дмитриевны собирает подписи для обходного листа и принимает участие в придуманной Электроником карточной игре. На третий день герой, в зависимости от решения игрока, может пойти на вечернюю дискотеку, на концерт одинокой Алисы, играющей на гитаре, или же в медпункт с Леной для сортировки лекарств. На четвёртый день пропадает один из членов кружка кибернетики Шурик, но прежде чем отправиться на поиски, Семён на некоторое время подменит медсестру Виолу в медпункте. После этого Электроник рассказывает всем о старом лагере неподалёку, и Семён отправляется туда — либо в одиночку, либо со Славей, Леной, Алисой или Ульяной. Найдя Шурика, Ольга Дмитриевна в честь этого на следующий день решает испечь праздничный торт, а вечером устроить поход. На привале Семён слышит, как Лена и Алиса ругаются, но игрок может их проигнорировать и остаться сидеть в одиночестве.
Шестой и седьмой день будет происходить в зависимости от того, какой девушке Семён больше всего отдал предпочтение, или же остался одиноким. В последнем случае Семён будет видеть некого Пионера — своего двойника, утверждающего, что из «Совёнка» невозможно выбраться, и постоянно насмехающегося над главным героем. В то же время, Семён будет слышать другие голоса, говорящие обратные вещи насчёт лагеря. Если Семён больше всего сблизился с Леной, то на шестой день она полностью пропадёт после конфликта на привале, учинённого Алисой и усугублённого Семёном. Герой всё-таки находит её на спортивной площадке, но между персонажами снова возникает конфликт из-за Алисы, которую она ещё и ударит. Если игрок отдавал предпочтение Алисе, то героиня устроит Семёну свидание в своём домике с бутылкой водки, которое закончится сексом. Если Семён был близок со Славей, то на привале в пятый день герой заметит её пропажу — Славя решила поплавать на пляже. Из-за этого она простывает, и пара отправляется в медпункт. Ольга Дмитриевна заметила героев спящими на кушетке и отправляет обоих под домашний арест, а Семёну и вовсе запрещает приближаться к медпункту. В результате всего этого, Семён и Славя делают на шестой день несвойственные им вещи — сбегают из лагеря в подлесок и дают отпор вожатой. Если игрок сблизился с Ульяной, то герои тайком будут смотреть кино в кружке кибернетики.

### Концовки
В зависимости от того, какие действия совершит игрок, он может прийти к одной из тринадцати концовок, три из которых доступны только при перепрохождении игры:
- Лена — в «хорошей» концовке Семён на седьмой день уговаривает Лену вместе уехать из лагеря, и пара отправляется в райцентр. Однако Семён снова перенесётся в седьмой день в «Совёнке» и расскажет Лене о том, что тот из будущего, и снова предложит ей уехать вместе. Семён останется жить в прошлом и женится на Лене — у героев будут два ребёнка, а он сам станет успешным писателем. Однако в «плохой» концовке Семён позовёт Лену уехать на автобусе, но та совершит самоубийство из-за того, что главный герой так и не признался ей в любви. Семён вернётся в своё настоящее время, но не сможет пережить утрату Лены и также покончит с собой[4].
- Алиса — на седьмой день Семён и Алиса проспят прибытие автобуса и отправятся в райцентр пешком. По дороге он расскажет ей всю правду о себе, но та ему не поверит. Впоследствии герои признаются друг другу в чувствах и сядут в автобус. Семён проснётся в своём времени, и под влиянием знакомства с Алисой решит создать свою музыкальную группу. После одного из концертов Семён встретит Алису. Если игрок совершил ошибку в критической ситуации, то Семён также станет музыкантом, но после концерта Алису он так и не встретит[4].
- Славя — на седьмой день Семён рассказывает всю правду о себе, но Славя ему не поверит, а герои на некоторое время поругаются, однако сядут в один автобус. Семён проснётся в своём времени и решит, что все события в «Совёнке» были сном, и спустя некоторое время отправится на автобусную остановку, с которой началась игра. Там он может встретить Славю[4].
- Ульяна — в последний день Семёна и Ульяну отругают за тайный просмотр фильма в кружке кибернетики, и если Семён возьмёт вину на себя, то Ульяна избежит наказания, и они вместе сядут в автобус. Герой проснётся в настоящем времени и решит заняться физикой, восстановившись в ВУЗе. После одной из лекций он встретит повзрослевшую Ульяну. Однако если Семён переложит ответственность за проступок на Ульяну, то её наказывают и оставят сидеть в лагере. В настоящем герой также решит заняться наукой, но девушку он уже не встретит[4][6].
- Семён — перед отъездом Семён услышит голос, который будет звать его за собой в лес. Если Семён проигнорирует голос, то он сядет в автобус, где ему приснится девушка с кошачьими ушами. Проснувшись в настоящем времени, Семён увидит в своём компьютере сообщение от анонима, который поинтересуется насчёт его приключения. Он проигнорирует вопрос и останется один. Если игрок решит пойти за голосом, то Семён отправится в лес и потеряет сознание[4][6].
- Мику — у героини одна концовка, которая открывается после первого прохождения на любую «хорошую» концовку. В ней Семён будет на съёмочной площадке фильма про пионерскую жизнь, а Мику — его бывшая девушка Маша. После съёмок они засыпают вместе на пляже, но оказываются в самом настоящем лагере, где персонажи будут таинственно пропадать, погибать и превращаться в зомби. Однако всё произошедшее было сценарием фильма, который изменила Маша[4][6].
- Юля — знакомство с ней открывается только после получения всех «хороших» концовок. Юля — та самая девочка с кошачьими ушками, которая снилась Семёну в его «хорошей» концовке. Познакомившись с ней, герой попадёт в астрал, где узнаёт, что Юля послана, чтобы следить за ним и направлять. Кроме того, она — часть его внутреннего мира. После этого Семён проснётся у себя в постели, и игрок должен будет выбрать, какую из девушек он хочет увидеть рядом с собой[4][6].

Официальным финалом игры является так называемая «гаремная» концовка. Очнувшись у себя дома, Семён услышит звонок в дверь — на пороге будут стоять Лена, Мику (Маша), Славя, Ульяна и Алиса. Девушки признаются, что также попали в ловушку «Совёнка», но благодаря Семёну они нашли связь с реальностью и смогли из него выбраться.

## Разработка и выход
Разработка «Бесконечного лета» длилась около пяти лет пользователями с имиджборда IIchan. Они решили создать собственную игру ещё в 2007—2008 году и первоначально планировали её как «эротическую игру с маскотами». В создании принимали участие: композиторы Сергей Ейбог и Михаэль Мальков под псевдонимом «Between August and December», художники Арсений «ArseniXC» Чебынкин и Максим Смолев, а главным сценаристом выступил Антон «Dreamtale» Аркатов. Игра разрабатывалась на бесплатном движке с открытым исходным кодом Ren'Py. Dreamtale до этого принимал участие в создании новогодней новеллы-открытки Winter Tale, а к проекту «Бесконечное лето» он присоединился во второй половине 2010 года. В июне следующего года проект получил официальное название «Бесконечное лето» — до этого игра имела абстрактные именования — «Эроге с маскотами» или «IIchan eroge». По словам Dreamtale, пятилетний срок разработки был обусловлен личной жизнью команды, а в 2010 и 2011 годах разработка протекала очень медленно.
Героини в игре являются известными маскотами имиджбордов тех лет. По словам одного из художников, изначально маскоты не были глубокими персонажами, но после переноса в игру, они стали развиваться и даже получили свои имена. Прототип Алисы — маскот «Двача», которая является хулиганкой под стать комьюнити сайта. Лена — маскот IIchan Уныл-тян, но уныние затем переросло в застенчивость. СССР-тян, в игре получившая имя Ульяна, сохранила свои шкодливые черты, а Славю придумал тот же художник, и её характер он описал как «пай-девочка». Прообразом для игровой Мику стала Мику Хацунэ — японская виртуальная певица, маскот Vocaloid. Впоследствии для баланса в игре появились и парни — Шурик и Электроник. Dreamtale основывал характеры персонажей на их стереотипах, и в дальнейшем развивал и додумывал их. Фоны в игре рисовались ArseniXC с помощью моделлёра VVCephei и красились в Photoshop. До финальной версии все спрайты прошли около пяти итераций.
К ноябрю 2013 года уже проводилось бета-тестирование, однако один из художников «слил» полностью работоспособную сборку игры из-за исправления его наработок без своего согласия. Игра была официально выпущена 21 декабря 2013 года, но распространялась изначально на торрент-сайтах и в файлообмениках из блогов разработчиков, так как изначально проект делался «для своих» и не планировался как коммерческий или рекламный продукт. В ноябре следующего года «Бесконечное лето» вышла в Steam. В это же время игра также была портирована на Android, а чуть позже — на iOS. Из версии для Steam по требованию администрации магазина были вырезаны все откровенные изображения.

## Отзывы критиков
| Иноязычные издания | Иноязычные издания |
| Издание            | Оценка             |
| ------------------ | ------------------ |
| Jeuxvideo.com      | 15/20              |

«Бесконечное лето» получила в основном положительные отзывы от критиков и игроков. Рецензент сайта ITN Daily назвал игру «приятной неожиданностью». Эдвард Чедвик с сайта «Канобу» высоко оценил сюжет, художественное оформление и саундтрек игры. Единственным недостатком Чедвик называл сильный диссонанс по качеству отдельных рисунков с фонами и спрайтами. Редакция этого же сайта включила «Бесконечное лето» в списки «15 лучших российских игр для ПК» и «16 лучших игр на Android». Оксана Алексеенко из Ferra.ru упомянула игру среди «20 самых примечательных игр русских разработчиков». Дмитрий Рябов с сайта Appleinsider.ru порекомендовал ознакомиться с игрой «ради удовлетворения собственного любопытства» и посчитал, что после «вы уже не сможете оторваться» от игр подобного жанра.
Игру также оценили и зарубежные критики. Редактор сайта Jeuxvideo.com поставил игре пятнадцать баллов из двадцати, отметив её привлекательных персонажей, продуманную историю и бесплатную доступность. К числу минусов критик отнёс отсутствие французских субтитров и временами проблемы с пониманием. Англоязычный сайт Thumbsticks расценил историю как не имеющую глубины и смысла, а протагониста — глупым и слабым. Также он сетовал на минимизацию мистической составляющей в сюжете и отметил ошибки в переводе на английский язык. Palas из сайта Fuwanovel, посвящённого визуальным новеллам, назвал «Бесконечное лето» приятной игрой, которая требует от игрока большого количества терпения, которого у игрока нет. По его мнению, игра сама не понимает, что она такое, поэтому рассказывает множество историй, не придавая при этом абсолютного значения ни одному из сюжетных элементов. В 2023 году сайт GameRant включил «Бесконечное лето» в свои списки лучших бесплатных визуальных новелл и игр на движке Ren'Py.
Летом 2018 года, благодаря уязвимости в защите Steam Web API, стало известно, что точное количество пользователей сервиса Steam, которые играли в игру хотя бы один раз, составляет 1 097 391 человек.

## Наследие
В марте 2023 года появилась информация, что Soviet Games ищет сценаристов для возможного продолжения «Бесконечного лета». В 2024 году вышла книга по мотивам «Бесконечного лета» с подзаголовком «Первая смена». С 14 августа по 4 сентября этого же года в игре «Мир кораблей» прошла коллаборация с «Бесконечным летом».